# Mär (Manga)
Mär (MÄR, auch Märchen Awakens Romance) ist eine von dem japanischen Mangazeichner Nobuyuki Anzai erfundene Mangaserie. Die Handlung spielt hauptsächlich in einer fiktiven Welt namens „Mär Heaven“, in welcher der 14-jährige Ginta Toramizu es gemeinsam mit mehreren Freunden und Gefährten mit einer gefährlichen Gruppe aufnehmen muss. Das Werk ist in die Genres Action, Comedy und Fantasy einzuordnen und wurde als Anime-Fernsehserie adaptiert. Ab 2006 erschien die Fortsetzung Mär Ω.

## Inhalt
Die Geschichte beginnt in Tokio: Seit einiger Zeit schläft der 14-jährige Ginta Toramizu während des Unterrichts ein und träumt immer wieder den gleichen Traum, wie er versucht, eine Prinzessin vor einem Monster zu beschützen. Dabei wacht er jedes Mal dann auf, wenn er im Traum seinen Dolch mit einem Kampfschrei in die Höhe hebt – und stellt fest, dass er auf seinem Tisch steht und gerade diesen Kampfschrei tatsächlich von sich gegeben hat! Die Strafe dafür ist jedes Mal, mehrere Runden auf dem Sportplatz zu laufen, was den körperlich schwachen Ginta stets erschöpft. Zudem machen sich alle bis auf seine Freundin Koyuki über ihn lustig. Dies ändert sich, als im Unterrichtsraum ein Portal in eine andere Dimension erscheint, durch welches Ginta laufen soll. Der aufgrund der Träume begeisterte Ginta zögert nicht und läuft hindurch.
Er findet sich in der Welt von Mär Heaven wieder, wo das Erste, was er sieht, ein Ritter ist, der auf ihn zuläuft. Reflexartig schlägt Ginta zu und stellt fest, dass sein Schlag eine erhebliche Wirkung hatte. Direkt darauf trifft er den ersten Menschen: Die Hexe Dorothy. Diese erzählt ihm von sogenannten Ärms, magischen, manchmal auch lebendigen Waffen und dass sie einen legendären Ärm namens Babbo finden will. Ginta und Dorothy finden den Aufenthaltsort des Ärms. Während Dorothy den Babbo bewachenden Ärm besiegt, öffnet Ginta gespannt die Truhe und stellt verstört fest, dass Babbo vom Aussehen her lediglich ein metallenes Kugelfangspiel mit zwei Augen und einer langen Nase ist. Die über Babbos Aussehen enttäuschte Dorothy überlässt Babbo Ginta und verabschiedet sich von ihm.
Im Zuge der Ereignisse lernt Ginta immer mehr Leute kennen, von denen sich manche ihm anschließen: Jack, Alviss, Dorothy, Alan, Nanashi, Edo und Snow. Diese ist zu Beginn in einem Eisblock eingeschlossen. Als Ginta, von Edo geführt, zum Ort ihres Gefängnisses geht, sieht er verblüfft, dass Snow ein komplettes Ebenbild seiner Freundin Koyuki ist. Er schafft es, sie mithilfe eines Feuerärms zu befreien, doch aufgrund ihrer Flugbahn bei der Befreiung küssen sich Ginta und Snow, woraufhin Ginta in Ohnmacht fällt und Snow rot anläuft. Snow und Dorothy, deren Weg sich erneut mit Gintas kreuzte, schließen sich der Gruppe an.
Nach Snows Befreiung fängt Koyuki an, während des Unterrichts immer wieder einzuschlafen, wofür sie die gleiche Strafe wie zuvor Ginta erhält. Im Schlaf jedoch träumt sie von Mär Heaven und erlebt die dortigen Geschehnisse aus der Sicht von Prinzessin Snow. Diese berichtet sie dann immer Gintas Mutter.
Nach einigen Abenteuern beginnt ein Kampfturnier: Verschiedene Kämpfer gegen die Mitglieder einer gefährlichen Vereinigung namens „Schachbrett“. In diesen Kämpfen müssen Ginta und seine Gefährten, die sich als einzige für die Turnierduelle qualifizieren, gegen die Mitglieder des Schachbretts gewinnen, weil davon das Schicksal von ganz Mär Heaven abhängt.

## Personen und Gruppen

### Mär
Die Gruppe „Mär“ besteht aus Ginta und seinen Gefährten. Sie müssen es während der Turniere mit dem Schachbrett aufnehmen, um das Schachbrett zu besiegen.
Ginta Toramizu
Ginta kommt ursprünglich aus Japan. In Mär Heaven sind seine Kräfte 8-mal so stark wie in seiner Welt, was ihm angesichts seiner Gegner häufig von Nutzen ist. Er ist der Anführer von Mär und wurde mithilfe eines Dimensions-Ärms namens Pierrot nach Mär Heaven geholt, um dort gegen das Schachbrett anzutreten. Er besitzt nur einen einzigen Ärm, Babbo, der jedoch mithilfe von speziellen Zaubersteinen zu vielem imstande ist und ihm ermöglicht, all seine Kämpfe zu gewinnen. Außerdem kann Babbo selbst sprechen und denken.
Jack
Zu Beginn ist Jack nur ein einfacher Bauernjunge in Gintas Alter. Sein Vater trat vor 6 Jahren beim damaligen Kampfturnier gegen das Schachbrett an und kehrte nicht zurück. Seitdem lebte Jack allein mit seiner Mutter auf ihrem abgelegenen Bauernhof. Kurz nachdem er Ginta kennenlernt, kommt ein früherer Gefolgsmann seines Vaters und übergibt ihm den Ärm, den dieser damals benutzt hat. Jack beschließt, sich Ginta anzuschließen und den Tod seines Vaters zu rächen. Da seine Mutter ihm nur das für das Leben auf dem Bauernhof Notwendige beigebracht hat, blamiert er sich bei seinem ersten Turnierkampf gegen ein Mädchen namens Pano, da ihm nicht beigebracht wurde, wie man mit Mädchen umgeht. Beim zweiten Mal jedoch wiederholt er sein Fehlverhalten nicht mehr.
Alviss
Alviss ist ein weiterer Junge in Gintas Alter. Er war es, der Ginta mittels Pierrot nach Mär Heaven geholt hat, da die Menschen aus der anderen Welt in Mär Heaven 8-mal stärker als in ihrer Welt sind und höchstens ein solcher Mensch imstande wäre, gegen das Phantom, den Anführer des Schachbretts, im Finalkampf zu gewinnen, was für den Sieg unbedingt notwendig ist. Vor mehreren Jahren verlor Alviss seine Eltern, welche im vom Schachbrett verursachten Krieg getötet wurden: Alviss verlor die Fassung und rannte unbeherrscht auf das Phantom zu und schrie ihn an, warum er das denn tue. Das von Alviss' Mut beeindruckte Phantom belegte statt einer Antwort Alviss durch einen Ärm mit dem „Siegel des Phantoms“, welches sich auf Alviss' Körper ausbreiten und ihn, wenn es den gesamten Körper bedeckt, in ein unsterbliches Wesen, ein Phantom, verwandeln würde, was ihn und das Phantom zu Freunden machen würde. Der entsetzte Alviss wollte sich das Leben nehmen, wurde aber von Alan davon abgehalten. Nun sucht er nach einer Möglichkeit, das Siegel des Phantoms wieder loszuwerden.
Dorothy
Dorothy ist eine Windbeherrscherin aus der Stadt Gardea. Sie ist zwar freundlich, hat jedoch auch eine grausame und furchteinflößende Seite. Sie hat eine ältere Schwester namens Diana, welche vor mehreren Jahren Gardea verlassen hat. Im späteren Verlauf des Turniers erfährt sie, dass Diana die „Königin“, die eigentliche Leiterin des Schachbretts ist.
Snow
Snow ist die Prinzessin von Schloss Lestower. Sie ist eine Reproduktion von Gintas Freundin Koyuki. Ihre Mutter starb bei ihrer Geburt, Diana wurde zu ihrer Stiefmutter. Nachdem sie einige Jahre darauf die Prophezeiung erhielt, dass sie Schloss Lestower unverzüglich verlassen muss und erst wiederkehren darf, wenn sie sieben Gefährten gefunden hat, flüchtete sie von Schloss Lestower. Dieses wurde später zum Hauptquartier des Schachbretts. Snow besitzt einen Ärm, der ihr ermöglicht, Schneemänner aller Größen erscheinen zu lassen. Da diese auch vom Himmel fallen können, haben sie trotz ihres harmlosen Aussehens eine Einmal-Stampffunktion.
Nanashi
Früher war Nanashi der Anführer der Räubergilde Luberia. Deren Mitglieder wurden jedoch von Peta, der rechten Hand des Phantoms, umgebracht; nur Nanashi und zwei weitere Mitglieder überleben, weil sie zum Zeitpunkt des Geschehens nicht anwesend waren. Nanashi beschließt, sich am Schachbrett zu rächen und den Mörder seiner Leute zu töten. Aus diesem Grund schließt er sich Ginta an. Er besitzt außer einer Lanze einen Ärm, der Elektrizität erzeugt und ihm beispielsweise erlaubt, einen Blitz in den Gegner einschlagen zu lassen.
Alan
Alan war früher die Nummer 2 der Cross Guard. Während des Turniers vor 6 Jahren kam es bei seinem Kampf gegen Halloween, einen der obersten Springer des Schachbretts, zu einem Unentschieden. Alan wurde von Halloween mit einem Fluch belegt und mit dem Körper von Edo verschmolzen. Er kam seitdem nur noch dann zum Vorschein, wenn Edo 3-mal einschlief; wenn er nach seinem Erscheinen das nächste Mal einschlief, kam wieder Edo zum Vorschein. Ginta trennt ihn und Edo mithilfe von Babbos vierter Form, dem Holy Ärm Alice.
Edo
Edward, kurz Edo, ist ein sprechender Hund und der „Beschützer“ von Prinzessin Snow. Weil er keine Ärms und Sonderkräfte besitzt, hat er nicht an den Qualifikationsrunden teilgenommen und kämpft somit nicht beim Turnier mit. Dennoch gehört er zur Gruppe.

### Luberia
Luberia ist eine ehemalige Räubergilde von Mär Heaven, deren Anführer Nanashi war. Die Mitglieder von Luberia suchten nach dem Ärm Babbo. Als Peta erschien und ihnen mitteilte, dass sie mit der Suche aufhören sollen, glaubten sie an einen schlechten Scherz und griffen Peta an, unwissend, dass er zum Schachbrett gehört. Dieser brachte sie daraufhin um und hinterließ das Zeichen des Schachbretts, bevor er ging. Als Nanashi von dem Mord an seiner Gilde erfuhr, schwor er sich, seine Leute zu rächen und Peta zu töten.

### Cross Guard
Die Cross Guard ist eine aus vielen Kämpfern bestehende Kampftruppe. Ihre Mitglieder sind beim ersten Turnierkampf gegen das Schachbrett angetreten.
Alviss
Alan
Gaira
Das älteste Mitglied der Cross Guard. Er kämpfte während des ersten Turniers gegen das Schachbrett. Beim neuen Turnier jedoch hatte er in der Qualifikationsphase gegen einen Springer verloren und schied daher aus.
Weitere
Außer Alviss, Alan und Gaira hatte die Cross Guard noch viele weitere Mitglieder. Jedoch waren sie in der Qualifikationsphase des neuen Turniers alle unterlegen.

### Schachbrett
Das Schachbrett ist eine Vereinigung vieler gefährlicher, häufig grausamer Leute. Die Mitglieder sind ihrer Kräfte entsprechend in Ränge unterteilt. Diese gehen vom König bis zu den Bauern, woher der Name „Schachbrett“ kommt. Den Rang eines Mitglieds kann man an einem Ohrring in Form einer Schachfigur erkennen (mit Ausnahme des Läuferranges; die Ohrringe der Läufer sind keine Spielfiguren, sondern Schilde mit einem Kreuz in der Mitte). Der König, die Königin und das Phantom jedoch haben keine Ohrringe.

## Veröffentlichung
Der Manga erschien von Januar 2003 bis Juli 2006 im Magazin Shōnen Sunday bei Shōgakukan. Der Verlag brachte die Kapitel auch gesammelt in 15 Bänden heraus. Eine deutsche Übersetzung erschien von 2003 bis 2009 bei Egmont Manga. Viz Media brachte die Serie auf Englisch heraus, Kana auf Französisch und Editorial Ivréa auf Spanisch. Ching Win Publishing brachte eine chinesische Fassung heraus und JBC eine portugiesische.
Von 2006 bis 2007 erschien im gleichen Magazin die Fortsetzung MÄR Ω, die später auch in vier Bänden herauskam. Sie wurde auch ins Spanische, Italienische, Französische und Chinesische übersetzt.

## Animeserie
Zum Manga produzierte das Studio SynergySP 2005 eine Adaption als Anime für das japanische Fernsehen. Bei der Produktion nach einem Drehbuch von Junki Takegami führte Masaharu Okuwaki Regie. Das Charakterdesign entwarf Toshiyuki Komaru und die künstlerische Leitung lag bei Yoshiro Kajiwara. Die verantwortlichen Produzenten waren Naohiko Furuichi und Takeshi Sasamura.
Die Serie mit insgesamt 102 Folgen wurde vom 3. April 2005 bis 25. März 2007 von TV Tokyo ausgestrahlt. Später wurde sie in Nordamerika von Toonami, Cartoon Network und YTV gezeigt, außerdem war sie im italienischen und indonesischen Fernsehen zu sehen. Auch Synchronfassungen in Französisch, Spanisch und Tagalog wurden produziert.

### Synchronisation
| Rolle          | japanischer Sprecher (Seiyū) |
| -------------- | ---------------------------- |
| Ginta Toramizu | Kumiko Higa Motoko Kumai     |
| Jack           | Daisuke Sakaguchi            |
| Alviss         | Sōichiro Hoshi               |
| Dorothy        | Saki Nakajima                |
| Snow           | Ai Shimizu                   |
| Nanashi        | Masaya Onosaka               |
| Alan           | Jūrōta Kosugi                |
| Edward         | Koichi Sakaguchi             |

### Musik
Die Musik der Serie komponierte Daisuke Ikeda. Die Vorspanne wurden mit folgenden Liedern unterlegt:
- Kimi no Omoi Egaita Yume Atsumeru Heaven (君の思い描いた夢 集メルＨＥＡＶＥＮ) von Garnet Crow
- Haredokei (晴れ時計) von Garnet Crow
- Yume Hanabi (夢・花火) von Garnet Crow
- Kaze to Rainbow (風とＲＡＩＮＢＯＷ) von Garnet Crow

Die Abspanntitel sind:
- I just wanna hold you tight von Miho Komatsu
- Fukigen ni Naru Watashi (不機嫌になる私) von Sayuri Iwata
- Mainichi Adventure (毎日アドベンチャー) von Sparkling*Point
- Sakurairo (桜色) von Shiori Takei
- Miracle von Rina Aiuchi
- Koyoi Eden no Katasumi de (今宵エデンの片隅で) von Garnet Crow
- Mō Kokoro Yuretari Shinai de (もう心揺れたりしないで) von Aiko Kitahara
- Kono Te o Nobaseba (この手を伸ばせば) von Garnet Crow

## Rezeption
Den Manga nennt Jason Thompson eine „vorhersehbare, aber amüsante, schnell erzählte“ Geschichte in „kühn gezeichneten“ Charakteren und interessantem Setting. Viele Figuren seien angelehnt an bekannte Märchen und Legenden. Einige Elemente der Serie seien aus dem vorher vom Autor geschaffenen Recca no Honō wiederverwertet, aber nun geschickter verpackt und die abenteuerliche Stimmung der Geschichte funktioniere besser als das aufgesetzte Anecken von Recca.